# Ferrocarril directo Madrid-Burgos
La línea Madrid-Burgos, también conocida como el ferrocarril directo Madrid-Burgos, es una línea férrea española de 282 kilómetros de longitud que discurre entre las ciudades de Madrid y Burgos. Se trata de una línea de ancho ibérico, sin electrificar en su mayor parte y en vía única.
El proyecto para construir un enlace ferroviario directo entre Madrid y Burgos tiene sus orígenes en el siglo XIX, aunque no sería hasta la década de 1920 cuando se inició su construcción por iniciativa de la dictadura de Primo de Rivera. Las obras del ferrocarril atravesaron varias etapas y se vieron retrasadas durante largos años por cuestiones como la guerra civil o las dificultades de la posguerra. La línea fue inaugurada oficialmente en julio de 1968. En sus primeros años de actividad el ferrocarril directo Madrid-Burgos vivió una intensa actividad, absorbiendo una parte del tráfico de la línea Madrid-Hendaya. Aunque fue un trazado útil durante cerca de treinta años, la progresiva falta de mantenimiento de las infraestructuras afectaron a su rendimiento.  
Desde la década de 2000 la línea vivió un fuerte declive, lo que supuso que perdiera buena parte de la actividad ferroviaria que había llegado a tener. Los últimos servicios regulares de pasajeros fueron un Talgo IV que cubría la ruta Bilbao-Madrid y, posteriormente, la ruta Burgos-Madrid. La crónica falta de mantenimiento de las infraestructuras se tradujo incluso en varios accidentes. La circulación en la línea quedó interrumpida de forma parcial tras un desprendimiento ocurrido en el túnel de Somosierra en marzo del 2011, tras lo cual se suspendieron los servicios comerciales en buena parte del trazado. Desde esa fecha solo se mantienen operativos para el tráfico un tramo de 36 kilómetros en el área de Madrid y la sección de Burgos-Aranda de Duero. Esta última sección presta servicio exclusivamente al tráfico de mercancías del eje Aranda de Duero-Burgos, operado por COMSA Rail Transport.  
Forma parte de la Red Ferroviaria de Interés General gestionada por el ente estatal Adif. Siguiendo la catalogación de Adif, es la «línea 102».

## Historia

### Orígenes
A mediados del siglo XIX se planteó el establecimiento de la red ferroviaria española, especialmente las conexiones de Madrid con la frontera francesa. Esto se concretaría, por ejemplo, en la línea Madrid-Hendaya, que acabó en manos de la Compañía de los Caminos de Hierro del Norte de España. Este trazado no era la vía de comunicación más directa entre la capital española y Francia, pues la vía realizaba un importante desvío por Ávila y Valladolid hasta alcanzar el eje Burgos-Miranda de Ebro. En consecuencia, esta circunstancia incrementaba considerablemente el tiempo de viaje a realizar.
Por ello, desde el siglo XIX hubo diversas iniciativas para enlazar Madrid por ferrocarriles directos con Bilbao o Santander, ambos puertos del Cantábrico. Con motivo de la inauguración en 1843 de los Altos Hornos de Santa Ana de Bolueta, en Bilbao, se planteó en 1845 la construcción de un ferrocarril que conectara el País Vasco con la Meseta mediante el trazado Irún-Deva-Bilbao-Burgos-Valladolid-Madrid. No obstante, años después acabaría prosperando la ruta a través de Vitoria, Tolosa y Alsasua, quedando olvidada la idea. A comienzos del siglo XX se constituyó la Compañía Anónima Ferroviaria Vasco-Castellana con el objetivo de construir una línea férrea de ancho internacional (1435 mm) que enlazase Madrid y Bilbao, cuyo trazado debía transcurrir a través del valle del Jarama, Buitrago del Lozoya, Somosierra, Aranda de Duero, Burgos, Briviesca y Santa Gadea del Cid. Aunque llegaron a hacerse algunas explanaciones de terreno en algunos de los tramos previstos, el proyecto nunca llegó a materializarse y la compañía terminaría yendo a la quiebra en 1909. 
En el Plan Preferente de Ferrocarriles de Urgente Construcción que aprobó la dictadura de Primo de Rivera en 1926, más conocido como el Plan Guadalhorce, se contemplaba la construcción de la línea Madrid-Burgos. El ingeniero Emilio Kowalski redactó en 1926 el proyecto definitivo del ferrocarril. El trazado tendría una longitud de unos 282 kilómetros y, debido a la difícil orografía de la zona, contaría con numerosas obras de cierto calibre: tramos en trinchera, túneles, puentes y viaductos. Además, estaba previsto que tuviera su estación terminal de Madrid situada al norte de la ciudad.

### Construcción
Los primeros trabajos de construcción comenzaron en 1928, con la perforación de túneles. Las obras de fábrica —túneles, puentes y viaductos— estaban diseñadas para acoger la instalación de doble vía. De forma paralela, también se realizaron los trabajos de explanación a lo largo del trazado previsto, si bien en ese momento la construcción se circunscribió principalmente el tramo comprendido entre el río Lozoya y Burgos. Esto se debió a que entonces no estaba decidida la ubicación que tendría la futura estación madrileña que acogiera al futuro ferrocarril. Por su parte, las obras en el tramo Aranda-Campo de San Pedro avanzaron a buen ritmo durante estos primeros años. El proyecto del ferrocarril directo Madrid-Burgos llegó a contar con el apoyo de determinados sectores sociales y económicos, aunque también encontró el rechazo frontal de las compañías MZA y Norte. En el caso de la compañía «Norte», este proyecto ferroviario suponía una clara competencia para una de sus principales rutas, la línea Madrid-Irún, con un trayecto mucho más corto.
Poco después de la llegada de la Segunda República las obras del ferrocarril fueron suspendidas, tras ser cortada la financiación gubernamental. El ministro de Obras Públicas, Indalecio Prieto, se mostró contrario a seguir invirtiendo en la construcción de futuras líneas férreas cuya rentabilidad fuese dudosa, si bien apoyó la terminación de aquellos trazados que fuesen útiles, caso del directo Madrid-Burgos. Prieto también dio un impulso a los accesos ferroviarios al norte de Madrid, en Chamartín. Finalmente, las obras continuarían durante los años 1932 y 1933, centrándose estas en la finalización de las principales obras de fábrica. El 14 de octubre de 1933 se completó la perforación del túnel de Somosierra, de 3895 metros de longitud, siendo entonces ministro de Obras Públicas el político radical Rafael Guerra del Río. Entre 1934 y 1935 se completaron las obras de la mayor parte de túneles y viaductos previstos para la línea, tras lo cual se inició la construcción del trazado de acceso a Madrid por Fuencarral según el proyecto de Kowalski.
En julio de 1936 se produjo el estallido de la Guerra Civil, tras lo cual el trazado en obras quedó dividido entre los dos bandos, con la zona de Guadarrama y Somosierra convertida en frente de batalla. De hecho, el túnel de Somosierra llegó a ser escenario de algunos combates entre ambos contendientes. Como resultado de la conflagración se produjeron numerosos daños y desperfectos en las infraestructuras.
Tras el final de la guerra, una orden ministerial del 10 de mayo de 1939 incluyó al ferrocarril directo Madrid-Burgos entre las obras con mayor urgencia para su finalización. Esto significó que durante la década de 1940 los trabajos alcanzasen un cierto auge, si bien las intervenciones se centraron en la reparación de aquellas infraestructuras que habían quedado gravemente dañadas durante el conflicto bélico. La inacabada línea del ferrocarril directo Madrid-Burgos fue una de las obras escogidas para el empleo sistemático de mano de obra de presos políticos de la dictadura franquista con la instalación de ocho Destacamentos Penales en los municipios madrileños de Colmenar Viejo, Miraflores, Valdemanco, Chamartín, Chozas de la Sierra, Garganta, Bustarviejo y Fuencarral. El período de máxima actividad de los Destacamentos Penales en esta línea férrea se produjo en los años centrales de la década de 1940. Los trabajos de construcción se suspendieron en 1950, si bien volverían a reactivarse de nuevo en 1958. En aquel momento las obras en el tramo Burgos-Lozoya estaban prácticamente terminadas, mientras que en el tramo Lozoya-Madrid estaban finalizados los trabajos más importantes.
En 1962 el Banco Mundial redactó un informe sobre la economía española en el que, entre otras cosas, recomendaba a RENFE que se abandonase la construcción de nuevas líneas ferroviarias y que las inversiones presupuestarias se concentraran en la mejora o mantenimiento de la red ya existente. Como resultado de este informe se abandonaron varios ferrocarriles cuya construcción se encontraba en un estado muy avanzado. Este fue el caso de las líneas Baeza-Utiel o Talavera de la Reina-Villanueva de la Serena, en las cuales habían comenzado a tenderse las vías. Sin embargo, en el caso del ferrocarril Madrid-Burgos se decidió completar las obras. Entre 1965 y 1968 se aceleró la instalación de la vía, iniciándose ya en 1965 las primeras pruebas de circulación entre Aranda de Duero y Burgos. Durante los años 1966 y 1967 se tendió la vía en los tramos Aranda de Duero-Bustarviejo y Bustarviejo-Madrid con carril de 54 kg/ml. El acceso a Madrid se hizo con la nueva estación de Chamartín.

### Inauguración y etapa de esplendor
Tras haber quedado completada la instalación de los enclavamientos y señalizaciones, el 29 de agosto de 1967 se realizó una primera prueba con un automotor que recorrió el trazado. La inauguración oficial de la línea tuvo lugar el 4 de julio de 1968, con un tren Talgo III que realizó el viaje inaugural entre Madrid-Chamartín y Burgos. El evento contó con la asistencia del dictador Francisco Franco y de otros altos cargos del régimen. La apertura al tráfico comercial tuvo lugar unos días después, el 11 de julio. Desde la entrada en servicio de la línea, RENFE apostó por este trazado para la circulación de los trenes directos Madrid-Bilbao, Madrid-Burgos o Madrid-París. También empezarían a circular algunos trenes de carácter regional, como los denominados TER.

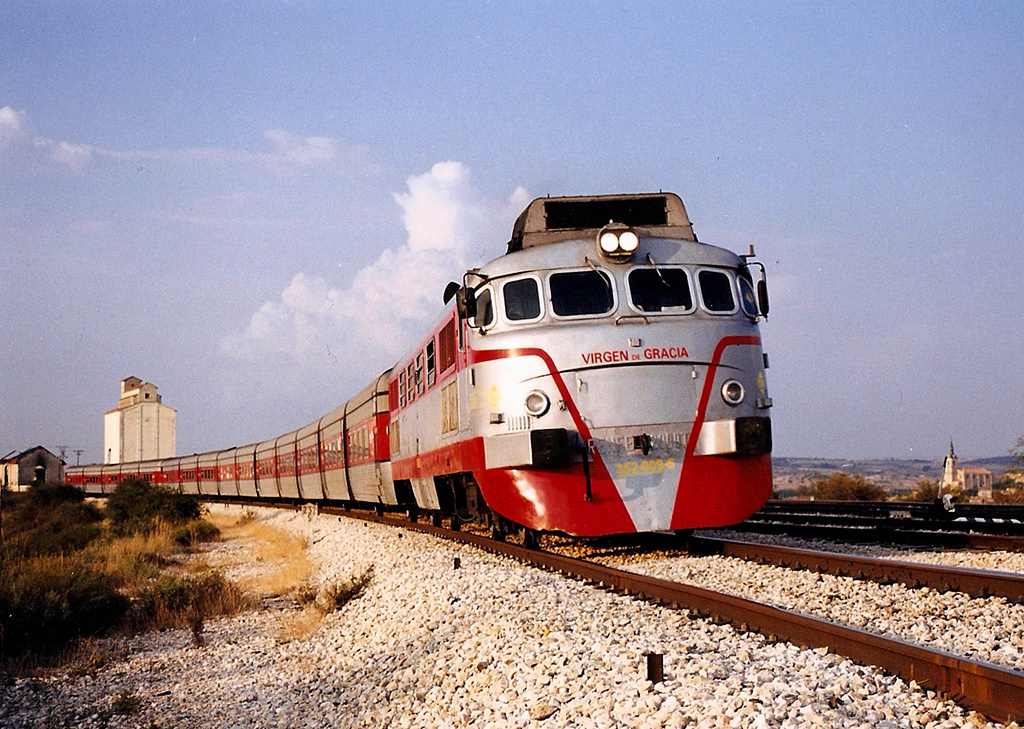
Un tren Talgo III que hacía el servicio Bilbao-Madrid tras pasar la estación de Lerma, en 1999.

En general, la línea directa de Burgos fue muy útil y frecuentada por los trenes desde su puesta en servicio, soportando gran parte del tráfico desde Madrid a Bilbao y a la frontera de Irún, incluyendo trenes internacionales como el Expreso «Puerta del Sol» que hacía la ruta Madrid-París. El aumento de tráfico durante la década de 1970 fue de tal calibre que se realizaron diversas mejoras en el trazado, aumentando las vías de apartadero en algunas estaciones del tramo Riaza-Aranda de Duero para permitir el cruce de más trenes. En la década de 1980 también circularon por el ferrocarril directo Madrid-Burgos servicios nocturnos como el «Estrella Picasso», que hacía la ruta Bilbao-Málaga, o el «Estrella Sol de Levante», que en temporadas especiales enlazaba Irún o Bilbao con Alicante o Valencia a través de Madrid.
Una parte del trazado acabaría integrándose en el núcleo de Cercanías Madrid, construyéndose en 1975 un ramal para enlazar con el área de Cantoblanco y dar servicio a la nueva Universidad Autónoma de Madrid. Dicho ramal se prolongó en 1991 hasta El Goloso mediante un bypass que supuso la clausura del trazado original y de la estación de Valdelatas. Paralelamente, en esos años comenzaron a desviarse varios servicios de pasajeros a la histórica línea Madrid-Hendaya, lo que significó la pérdida de tráfico. Los servicios regionales acabarían siendo suprimidos debido a su baja ocupación y a la dura competencia del tráfico por carretera. La progresiva falta de inversiones y mantenimiento hizo aumentar el tiempo de recorrido hasta que acabó siendo más rápido y fiable volver a utilizar la ruta vía Valladolid.

### Declive y cierre parcial
Durante la década de 2000 el tráfico de la línea vivió un profundo declive, agravado por la falta de inversiones de cara a su mantenimiento o su modernización. La sección inicial, comprendida entre las estaciones de Chamartín y Colmenar Viejo, era utilizada profusamente por los servicios de Cercanías Madrid. Sin embargo, en el resto del trazado solo circulaban un par de servicios al día, principalmente los trenes Talgo que hacían la ruta Madrid-Bilbao. Para entonces la mayoría de paradas intermedias habían sido suprimidas, con la excepción de Aranda de Duero-Montecillo. En enero de 2005, tras la extinción de la antigua RENFE en Renfe Operadora y Adif, la línea pasó a depender de esta última. En 2008 entró en servicio la nueva variante ferroviaria de Burgos, tras lo cual se suprimió el tramo final de la línea que enlazaba con la antigua estación de Burgos; a partir de entonces el final del trazado desembocaba en la línea Madrid-Hendaya a través de la denominada «bifurcación Aranda». 
La crónica falta de mantenimiento de las infraestructuras se evidenció con varios accidentes que se produjeron en 2010 y 2011, como el descarrilamiento de un tren Talgo. El derrumbe que se produjo en el interior del túnel de Somosierra, en marzo de 2011, supuso la interrupción del tráfico en la línea. Desde esa fecha el trazado comprendido entre las estaciones de Manzanares-Soto del Real y Aranda de Duero, que totaliza unos 159 kilómetros de longitud, se encuentra cerrado a la circulación de trenes con servicio comercial. La sección inicial, entre Madrid y Colmenar Viejo, se mantiene abierta al tráfico de pasajeros para los servicios de Cercanías Madrid. Entre Burgos y Aranda de Duero la vía también se mantiene abierta al tráfico, aunque solamente para la circulación de trenes de mercancías. El abandono de las infraestructuras ferroviarias ha supuesto una degradación considerable de las mismas, víctimas del vandalismo y del robo incontrolado de material. Muchas estaciones de la línea se encuentran en mal estado de conservación. En 2024, ADIF y el Ministerio de Transportes y Movilidad Sostenible calcularon que para abrir la línea completa se necesitan 45-50 millones de euros (abrir el túnel de Somosierra), que se aumentarían con otros 450 millones de euros para abrirla con unos sistemas mínimos de seguridad y calidad, y otros 800 millones de euros para electrificar toda la línea, sumando un total de 1.300 millones de euros.

## Trazado y características

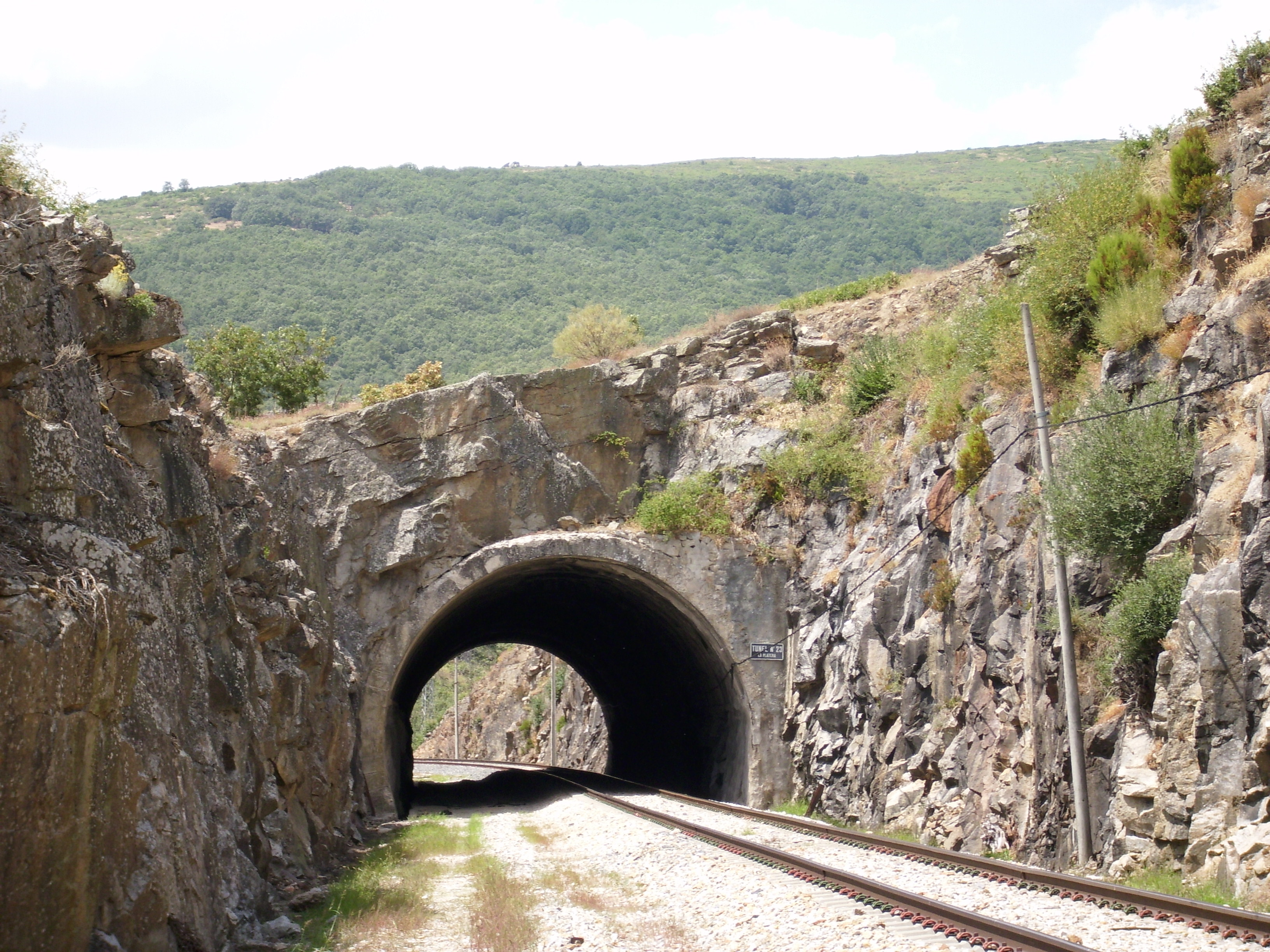
Los túneles del ferrocarril Madrid-Burgos fueron excavados con capacidad para doble vía, como este situado entre las estaciones de La Acebeda y Robregordo. Esto ha facilitado la duplicación de vía llevada a cabo por tramos sucesivos entre Madrid y Colmenar Viejo.

El ferrocarril directo Madrid-Burgos se trata de una línea convencional de ancho ibérico (1668 mm), cuyo trazado cuenta con una longitud de unos 282 kilómetros. En la ciudad burgalesa la vía enlaza con la línea Madrid-Hendaya, mientras que en la capital enlaza con otras líneas pertenecientes a la red ferroviaria de interés general. A nivel de superestructura, la vía se compone de dos carriles de 54 kg/m soldados sobre traviesas bibloque de hormigón (monobloque en la subida a Somosierra y en algunos otros tramos) asentada sobre una generosa capa de balasto. Aunque las obras de fábrica se encuentran preparadas para doble vía, en la mayor parte de su trazado la línea cuenta con vía única sin electrificar. El tramo comprendido entre las estaciones de Madrid-Chamartín y Colmenar Viejo está electrificado a 3 KV.
Dado su carácter de línea principal, se escogieron características de trazado destacables para la época. El radio mínimo de las curvas es, con carácter general, de 500 m aunque existen algunas de 400 m, sobre todo en la difícil subida al puerto de Somosierra, y la rampa máxima de 10 milésimas, algo muy meritorio teniendo en cuenta que desde los 723 m de altitud del punto de origen de la línea hay que ascender hasta los 1.304 m del Túnel de Somosierra, en poco más de 100 km. Por esta razón, la longitud de la línea alcanza los 281 km, cuando la misma ruta por carretera (Autovía del Norte) es de apenas 240 km.
El sistema de seguridad y control de tráfico es Control de Tráfico Centralizado (CTC), gestionado desde dos puestos de control situados en Aranda de Duero y Madrid-Chamartín. Esto posibilita la ausencia de personal en las estaciones, y otorga gran precisión en los cruces y rebases de trenes, con lo cual hoy por hoy no se justificaría la construcción de vía doble salvo aumento importante de la circulación en la línea. También cuenta, desde 1978 con ASFA (Anuncio de Señales y Frenado Automático).

### Aspectos orográficos

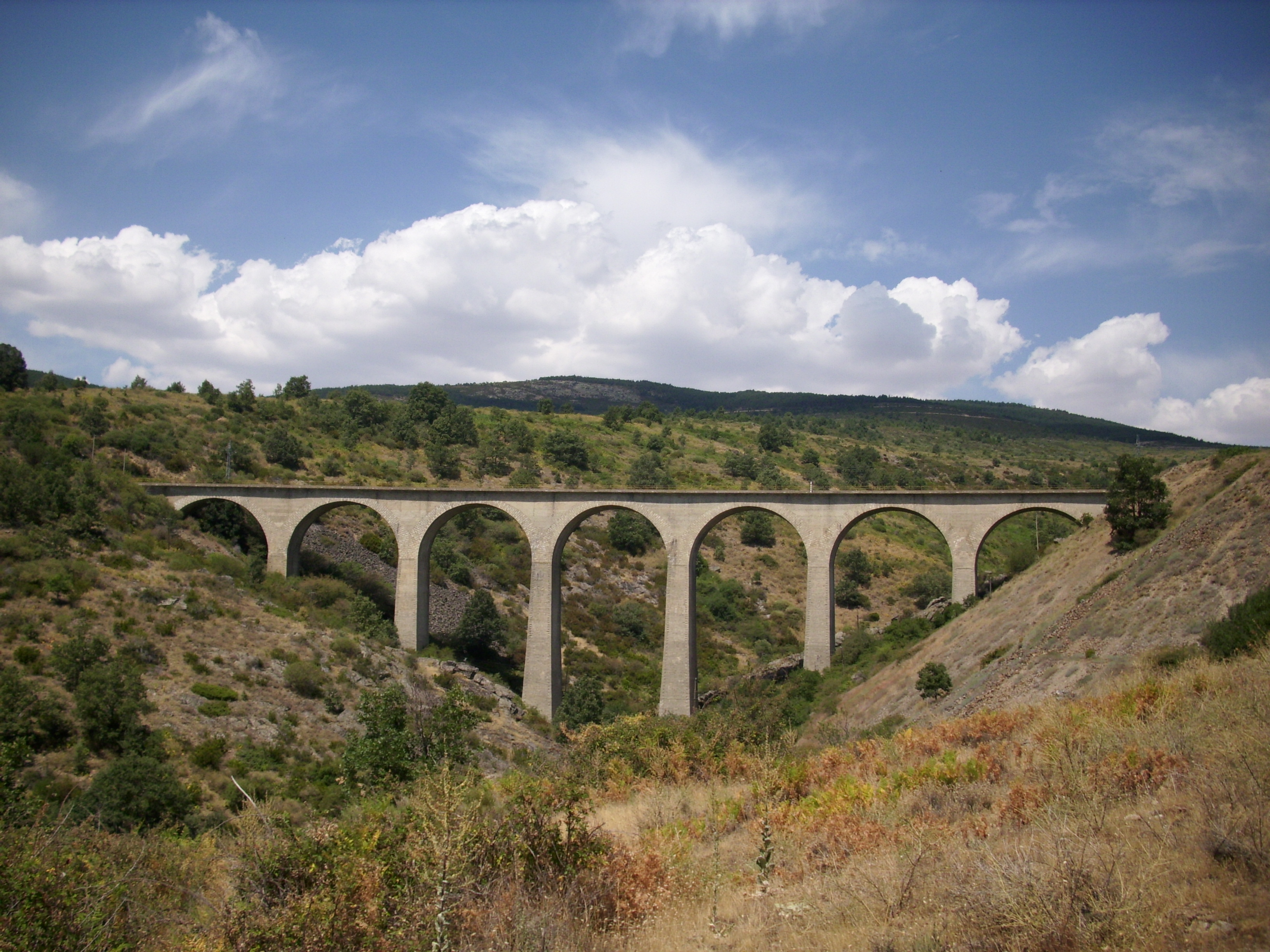
Gran parte del trazado de la línea discurre alejada de la cota del terreno que le rodea, ya sea por medio de terraplenes, de túneles o de grandes viaductos como este, situado por el lado Madrid de la estación de Robregordo.

La orografía de los terrenos por los que discurre este ferrocarril no es fácil. Desde Madrid hay que afrontar el paso de la Cordillera Central, primero abordando las sierras exteriores del mismo y posteriormente el puerto de Somosierra. Son relieves escarpados que condicionan el trazado. Posteriormente se baja por las estribaciones de la fachada norte del Sistema Central hasta el valle del río Duero, el cual se cruza transversalmente en Aranda de Duero. Desde este punto, la línea discurre por la Submeseta Norte de la Meseta Central por terrenos con abundantes ondulaciones, en busca de la ciudad de Burgos. En esta parte del trazado cruza perpendicularamente los valles de los ríos Esgueva, Arlanza y Ausín, así como sus afluentes menores, lo cual motiva un perfil en dientes de sierra, salpicado de rampas y pendientes.
La condición montañosa del terreno, especialmente entre Madrid y Aranda de Duero, motivó la construcción de abundantes túneles y viaductos. Entre los 44 túneles de la línea, destacan por su longitud los de Somosierra (3895 m), Mata Águila (2848 m), Medio Celemín (2291 m), Maderuelo III (1170 m) y Maderuelo IV (1290 m). Entre los viaductos, destacan los de Lozoya, con 240 m de longitud y 45 de altura, Los Plantíos, con 258 m de longitud y 52 de altura, y el que salva el cañón del río Riaza, de 248m de longitud y 58 de altura.

## Tráfico comercial

### Mejores Tiempos de viaje
| Tren                  | Duración | Año       | Observaciones                                                                      |
| --------------------- | -------- | --------- | ---------------------------------------------------------------------------------- |
| TER                   | 3:15     | 1967      | Sin paradas intermedias sin servicio comercial                                     |
| Talgo III             | 2:45     | 1968      | Sin paradas intermedias                                                            |
| Serie 354             | 2:34     | 1992-1994 | Sin paradas intermedias // Mejor tiempo servicio comercial                         |
| Serie 352 (Talgo III) | 2:58     | 2000-2003 | Parada en Aranda de Duero                                                          |
| Serie 598.007         | 2:30     | 2004      | Burgos-Fuencarral sin servicio comercial restando 15 minutos de parada en Fontioso |
| Serie 333             | 3:17     | 2004-2006 | Parada en Aranda de Duero                                                          |
| Talgo Pendular IV     | 3:08     | 2006-2009 | Parada en Aranda de Duero                                                          |
| Talgo Pendular IV     | 3:10     | 2009-2010 | Parada en Aranda de Duero                                                          |
| Talgo Pendular IV     | 3:30     | 2010-2012 | Parada en Aranda de Duero                                                          |